# Sonnendeklination
In der Astronomie bezeichnet die Sonnendeklination die Deklination der Sonne, d. h. die geographische Breite, in der die Sonne beim Passieren des Meridians im Zenit steht. Die über ein Jahr veränderliche Sonnendeklination verursacht die Jahreszeiten.